# Ana Orillac
Ana Cecilia "Chia" Orillac Arías,(Ciudad de Panamá, Panamá,1 de marzo de 1970) es una modelo panameña y ganadora de concursos de belleza Señorita Panamá 1991. También representó a Panamá en Miss Universo 1992.

## Biografía
Orillac que tiene 5′ 7″ (1,71 m) de estatura, compitió en el certamen nacional de belleza Señorita Panamá 1991, en septiembre de 1991 y obtuvo el título de Señorita Panamá Universo. Representó a la zona de Panamá Centro. Representó a Panamá en Miss Universo 1992, certamen número 41 de Miss Universo, que se llevó a cabo en el Centro Nacional de Convenciones Reina Sirikit, Bangkok, Tailandia el 8 de mayo de 1992.